# Моріс Гарен
Моріс-Франсуа Гарен (фр. Maurice-François Garin; 4 березня 1871, Арв'є, Італія — 19 лютого 1957, Ланс, Франція) — французький велогонщик, перший переможець багатоденних велоперегонів Тур де Франс.

## Життєпис
Народився в сім'ї селянина в комуні Арв'є, розташованій на околицях міста Аоста на північному заході Італії. Мати Моріса — Марія Тереса Озелло до одруження працювала в єдиному готелі села.
У 14 років Моріс Гарен утік з дому і працював сажотрусом. За деякий час осів у Реймсі (Франція). Тут розпочався шлях у велосипедний спорт.[джерело?]
Потім переїжджає до Бельгії. Там придбав перший велосипед, вартість якого дорівнювала його місячній заробітній платні. Купівля велосипеда не була пов'язана зі змаганнями — він просто любив їздити велосипедом, причому швидко.
1892 року Моріса Гарена переконують записатися для участі у велоперегонах на 200 км. Ця перша участь у перегонах дає результат — п'яте місце. Після цього успіху Гарен щоденно тренується.
У лютому 1895 року журналіст Анрі Деґранж, директор газети L'Auto, організував 24-годинні трекові велоперегони на Марсовому полі. Це була їзда за тренером на двомісному велосипеді (тандемі). Під час перегонів учасники зупинялися для харчування. За 24 години Гарен подолав 701 км.
Нагромадивши невеликий капітал, відкриває магазин із продажу велосипедів.

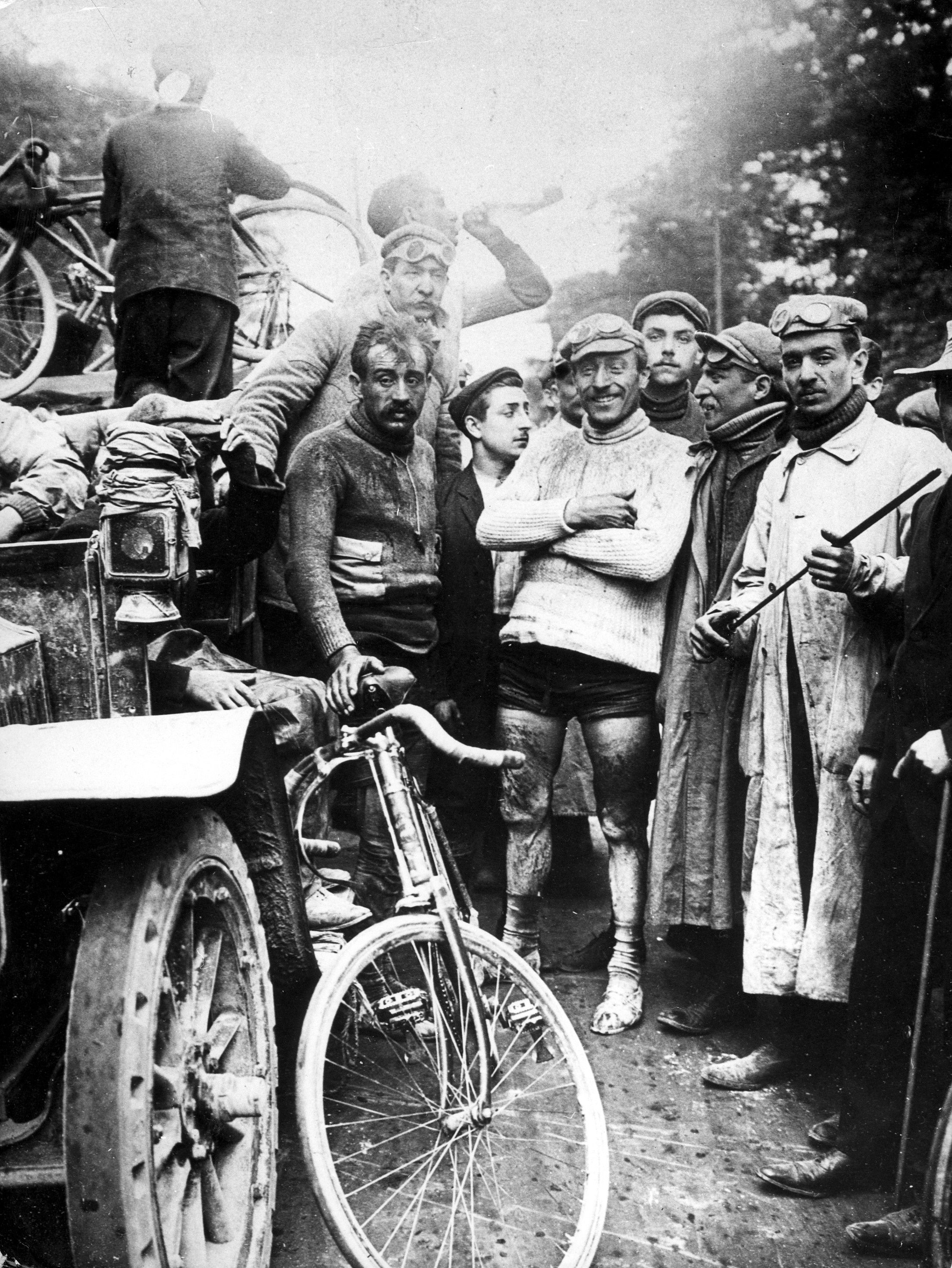
Моріс Гарен, перший переможець Тур де Франс, стоїть праворуч, 1903 рік.

У липні 1903 року взяв участь у перших велоперегонах Тур де Франс. Вони складалися з 6 етапів загальною тривалістю 19 днів. 19 липня 1903 року Моріс Гарен прийняв вітання з перемогою. Приз становив 3000 франків.
У наступних, 1904 року, змаганнях Тур де Франс Моріса Гарена дискваліфіковано.
Утримував власний гараж.
Після Першої світової війни створив велосипедну команду, гонщики якої неодноразово брали участь у Тур де Франс.
Рідний будинок Гарена в Арв'є зруйновано 1944 року під час каральної операції німецької окупаційної армії. Після Другої світової війни його слава як переможця Тур де Франс сприяла зростанню популярності велоспорту в Аості та всій Північній Італії.